# 嚴學淦
嚴學淦（？—？），清朝政治人物。江蘇丹徒縣人。
嚴學淦為舉人出身。道光十二年（1832年）十二月，出任湖南永順府龍山縣知縣。